# RUaH
Magazyn Muzyczny RUaH − kwartalnik, który był wydawany w latach 1997–2006, najpierw przez wydawnictwo "m", potem przez wydawnictwo "Paganini". Od początku istnienia pisma jego redaktorem naczelnym był Janusz Kotarba, po śmierci w 2003 r. symbolicznie. Redaktorem programowym był Andrzej Bujnowski OP. Z pismem związani byli m.in. Tomek Budzyński, Andrzej Cudzich, ks. Grzegorz Ułamek, Dariusz Malejonek, Marek Horodniczy, Antonina Krzysztoń i Marcin Jakimowicz.
Pismo traktowało o muzyce z nurtu CCM, a także o tradycyjnej muzyce chrześcijan. Zawierało m.in. felietony, wywiady, relacje z koncertów, aktualności. Do każdego numeru była dołączona co najmniej jedna płyta CD z promowaną muzyką, czasem także plakat przedstawiający jej twórców. Pismo było patronem wielu festiwali muzycznych, jak np. Song of Songs w Toruniu.
Od listopada 2006 r. magazyn jest wydawany tylko w wersji elektronicznej jako RUaH.pl w postaci artykułów umieszczanych w osobnym dziale na stronie internetowej.

## Spis płyt od 1 do 31
Numer Tytuł
RUaH 1	nie było płyty
RUaH 2	Pan jest wśród nas
RUaH 3	We are one body
RUaH 4	Boże w deszczu jesiennym
RUaH 5	Śpiewy z Taize
RUaH 6	Vineyard Music
RUaH 7	Pociąg Zbawienia
RUaH 8 a Słuchaj Izraelu
RUaH 8 b Jego jest czas
RUaH 9 a Pasterka u Dominikanów
RUaH 9 b Paweł Orkisz Ballady kolędowe
RUaH 10	Coraz bliżej nieba debiut 2000
RUaH 11	S.O.S
RUaH 12	Emmanuel
RUaH 13	Folkowe modlitwy
RUaH 14	Magda Anioł
RUaH 15	Song of Songs 2001
RUaH 16	Listonosz dzwoni 17 razy
RUaH 17	Wypłyń na głębię
RUaH 18	Christ Core
RUaH 19	Ani ucho nie słyszało
RUaH 20	Teledyski
RUaH 21	Śpiewa Izrael
RUaH 22	3 kolory reggae i okolice
RUaH 23	Nie jesteś sam
RUaH 24	Prowadź mnie - teledyski
RUaH 25	Szukam Ciebie
RUaH 26	Biała koszula
RUaH 27	Instalacja nie modyfikacja
RUaH 28	Teledyski
RUaH 29	Rozpal serce
RUaH 30	W Tobie jest światło
RUaH 31	Nie dzieli nas nic